# Azat (reka)
Azat (armensko: Ազատ) je reka v armenski provinci Kotajk. Njen izvir je na zahodnem pobočju gorovja Gegham. Teče skozi Garni, Lanjazat in Arejšat. Izliva se v reko Aras  v bližini Artašata. Na reki je postavljen jez, katerega glavni namen je namakanje in pridobivanje elektrike. 
Reka Azat je v Armeniji znana po svoji lepoti. Dolga je 55 kilometrov in ima povodje, ki zavzema 572 kvadratnih kilometrov. Azat teče tudi skozi državni rezervat Kosrov. V spodnjem toku se reka izliva na Araratsko planoto. Reka Azat je znana po številnih spektakularnih slapovih in svojem s skalami zatrpanem rečnem dnu.
Dolina zgornjega toka reke Azat je bila, skupaj s samostanom Geghard, leta 2000  vpisana na Unescov seznam svetovne dediščine. 
Samostan je zgrajen na mestu takoj pod izvirom Azata, ki izvira v jami na nadmorski višini okoli 1700 m in je bila sveta že v pradavnini. Uničen je bil v 9. stoletju, a ga je okoli leta 1200 obnovila vladarska rodbina Prošian, ki je zaslužna tudi za raskošen sistem namakanja, ki vodi iz tega mesta.

## Simfonija kamna
En odsek reke Azat, kjer se srečuje z reko Goght, je še posebej očarljiv. To je kanjon, znan kot Garni kanjon. Oblika kanjona je tako edinstvena, da skoraj izgleda umetno. Kanjon je sestavljen iz pravilnih šesterokotnih prizem. Lepa tvorba soteske je spodbudila ime Simfonija kamnov.

## Galerija
- Zbiralnik Azat
- Reka Azat pei Garniju.
- Srednjeveški most na reki Azat.
- Srednjeveški most.